# 関伊利子
関 伊利子（せき いりこ）は、日本のフリーアナウンサー。新潟県出身。ライトハウス所属。

## 担当番組

### テレビ番組
- こちらとちぎ調査隊（とちぎテレビ） - MC
- こんな家に住みたい（コアラテレビ） - リポーター
- あすの空もよう（テレビ朝日） - キャスター
- おしえて！アグリ（テレビ東京） - リポーター
- ルックJTB アジアンリゾートクルーズ（旅チャンネル） - リポーター
- 湘南野外主義（J:COM 湘南） - リポーター

### ラジオ番組
- 江木俊夫のイレブンサーティ（ラジオ日本） - アシスタント

## その他
- サントリードリームマッチ2008 - 場内アナウンス